# Marvdasht
Marvdasht (persa: مرودشت) es una ciudad situada en una llanura cercana a Shiraz, provincia de Fars, en Irán. Es allí donde se hallan las ruinas de Persépolis, así como otros sitios antiguos: Naqsh-e Rostam, Naqsh-e Rajab. Marvdasht ha sido identificada con el reino antiguo de Anshan.

## Geografía
Marvdasht es una ciudad, cabecera del municipio homónimo, ubicado al norte de la provincia de Fars. La ciudad se localiza a 45 kilómetros de Shiraz, a 1.580 m s. n. m. El municipio o shahrestán posee una superficie de 3.687 km² y colinda con los municipios de Arsenjan al este, Pasargad al norte, Khorambid y Eqlid al noroeste, Sepidan al suroeste y Shiraz al sur. Existen tres ciudades principales en el municipio: Marvdasht, Seydan y Kamfiruz. El municipio se divide en cuatro distritos: Central, Kamfiruz, Dorudzan y Seydan.
Marvdasht presenta un clima frío en las regiones montañosas y moderado en las regiones restantes.